# Донеччина (УНР)
Донеччина — земля Української Народної Республіки. Адміністративно-територіальна одиниця найвищого рівня. Земський центр — місто Слов'янськ Заснована 6 березня 1918 року згідно з Законом «Про адміністративно-територіальний поділ України», що був ухвалений Українською Центральною Радою. Скасована 29 квітня 1918 року гетьманом України Павлом Скоропадським, що повернув старий губернський поділ часів Російської імперії.

## Опис
До землі мали увійти:
- з Харківської губернії — Зміївський повіт, Ізюмський повіт, Вовчанський повіт та Куп'янський повіт,
- з Курської губернії — частини Корочанського та Білгородського повітів.